# 蔡公堂街道
蔡公堂乡（藏語：ཚལ་གུང་ཐང，威利转写：tshal-gung-thang），是中华人民共和国西藏自治区拉萨市城关区下辖的一个乡镇级行政单位。

## 行政区划
蔡公堂乡下辖以下地区：
次角林村、白定村和蔡公堂村。